# Retaule amb Crist, sant Joan Baptista i santa Margarida
El Retaule amb Crist, sant Joan Baptista i santa Margarita és una escultura en relleu de l'any 1434, realitzada en marbre de Carrara per l'artista italià Andrea da Giona. Es conserva en la col·lecció The Cloisters que forma part del Museu Metropolità d'Art en la ciutat de Nova York.

## Història i descripció
L'obra va ser encarregada la seva realització pels Cavallers de Malta, un orde militar i religiós fundat per ajudar pelegrins que viatjaven a Terra Santa el segle xi. Més tard va tornar-se en un cos armat que va adquirir gran fama per les fetes bèl·liques en les quals va participar.
La talla és de finals del gòtic internacional, com ho demostra l'execució dels plecs de les vestidures, els ornaments exuberants, i els tipus dels rostres molt idealitzats dels principals personatges representats.
Crist Majestat està situat en el centre, envoltant per la màndorla amb àngels tocant instruments musicals, els símbols dels quatre evangelistes es col·loquen unb en cada cantonada. En els panells laterals, en la part superior, es troba la representació de l'Anunciació amb la Verge Maria -a la dreta de l'espectador- i l'àngel Gabriel -a l'esquerra de l'espectador-. Sota seu estan santa Margarida i sant Joan Baptista. Una inscripció per sota el panell central indica: "HOC OPUS FECIT MAGISTER AND[R]EAS DA GIONA MCCCCXXXIIII" («Aquest treball va ser fet pel Mestre Andrea de Giona 1434»).

## Detalls escultòrics

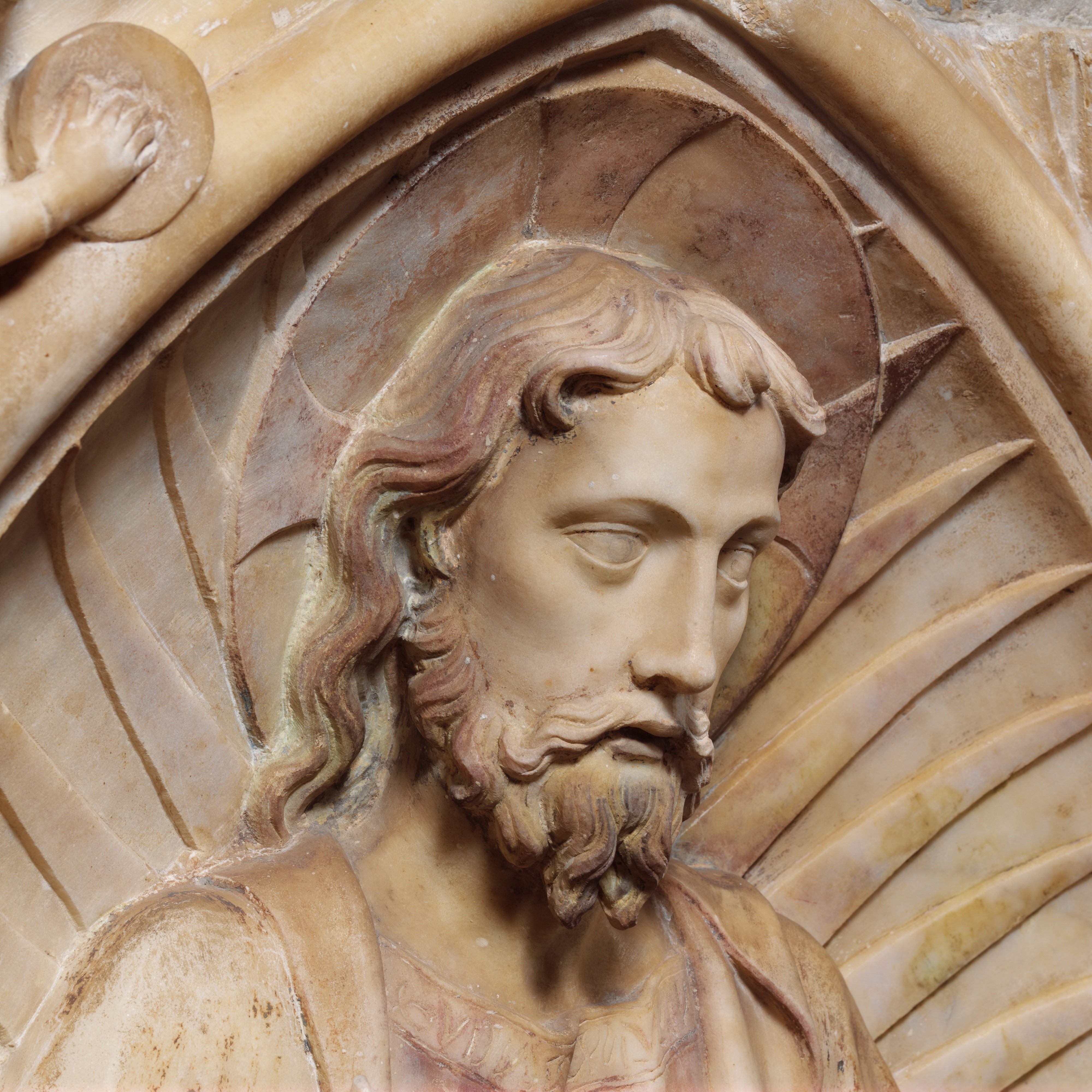
Detall de l'escultura de Crist
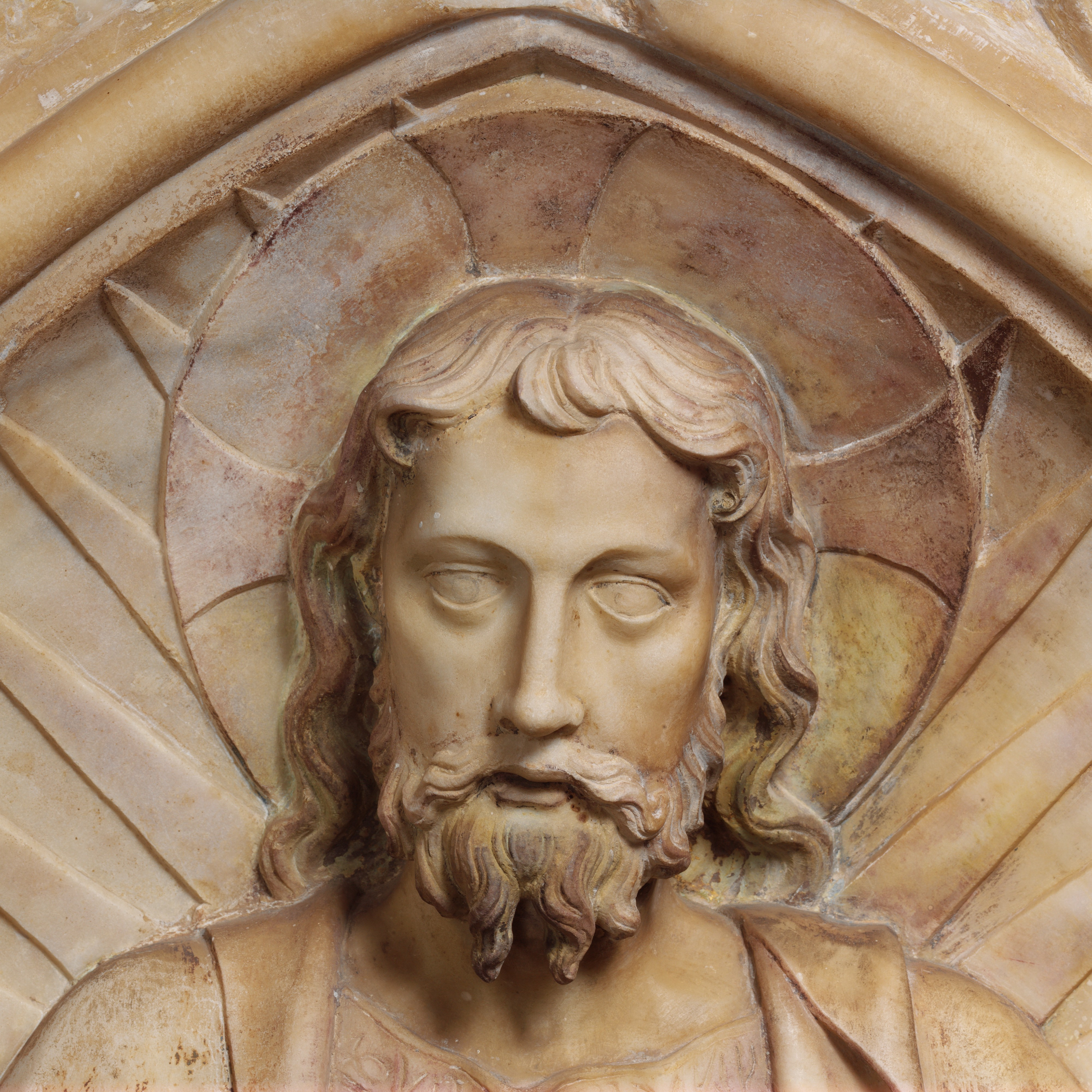
Detall de l'escultura de Crist
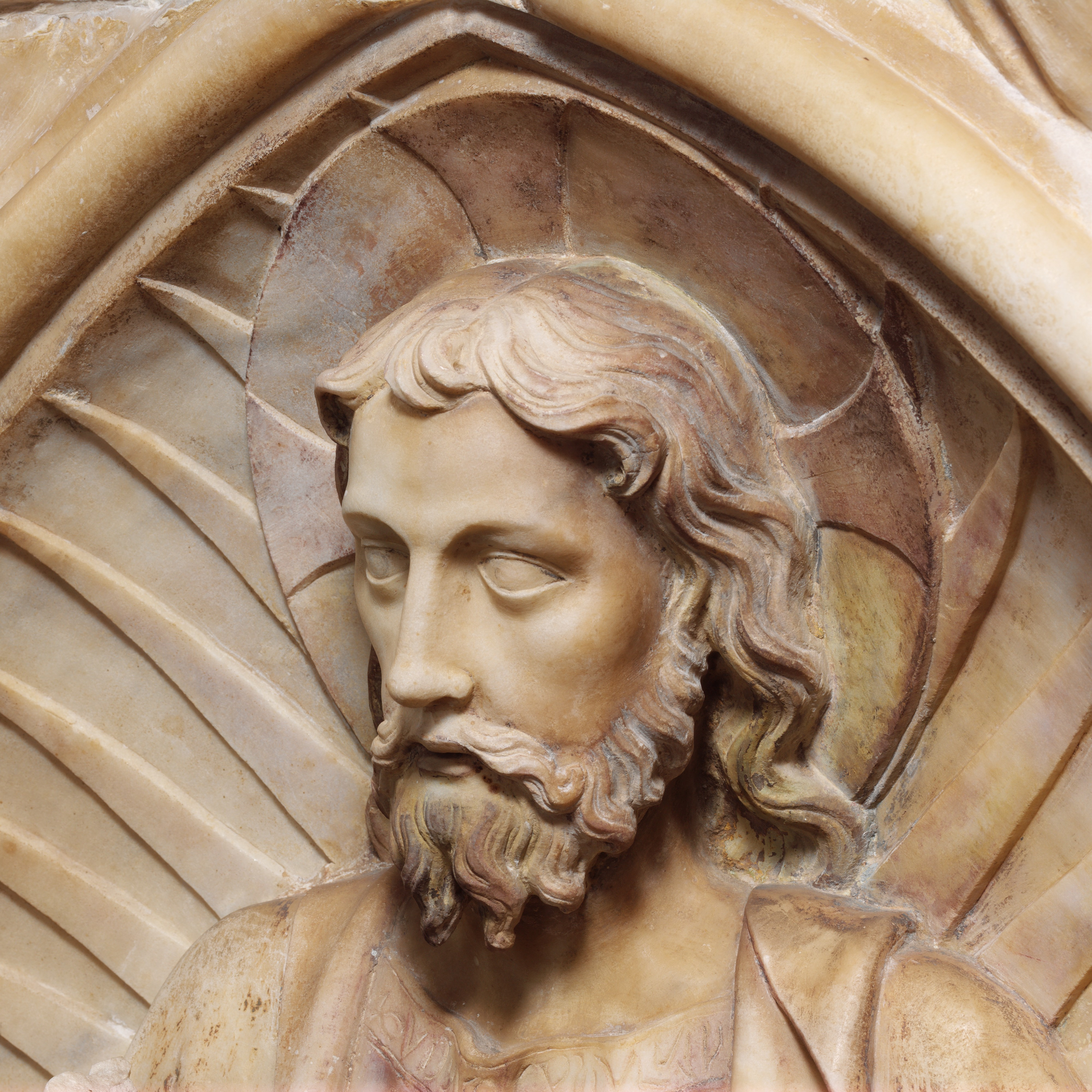
Detall de l'escultura de Crist

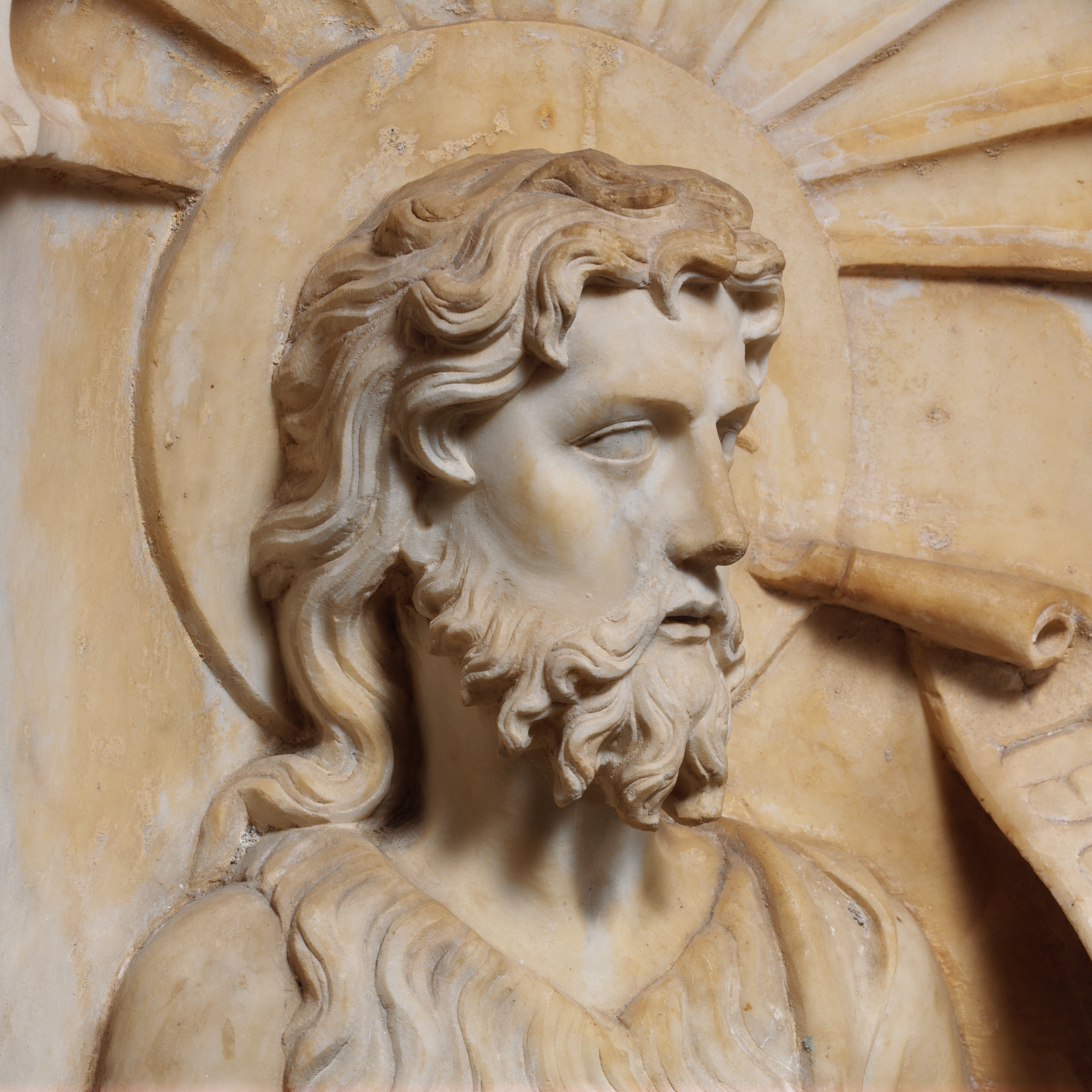
Detall de l'escultura de sant Joan el Baptista
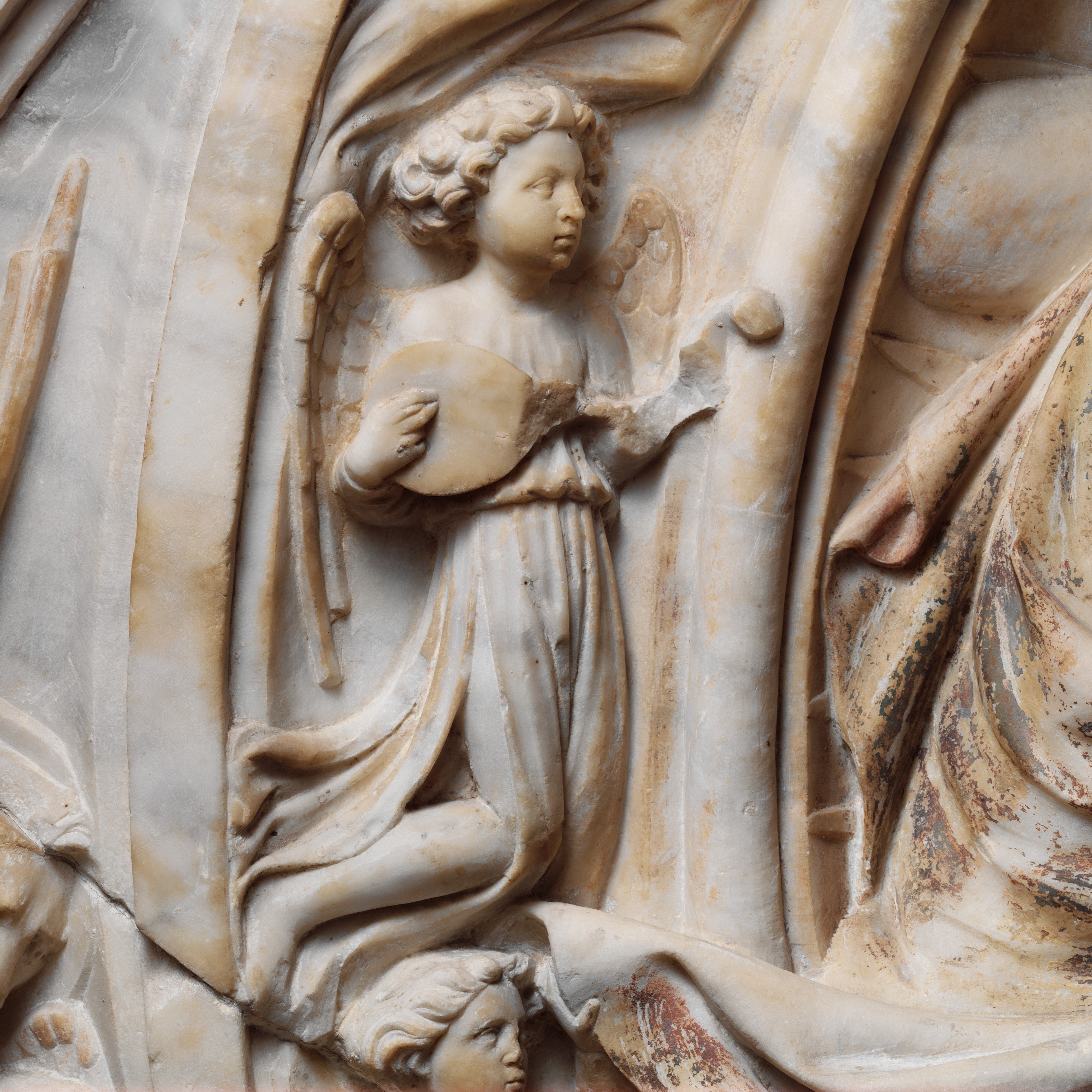
Detall de l'escultura d'un àngel músic
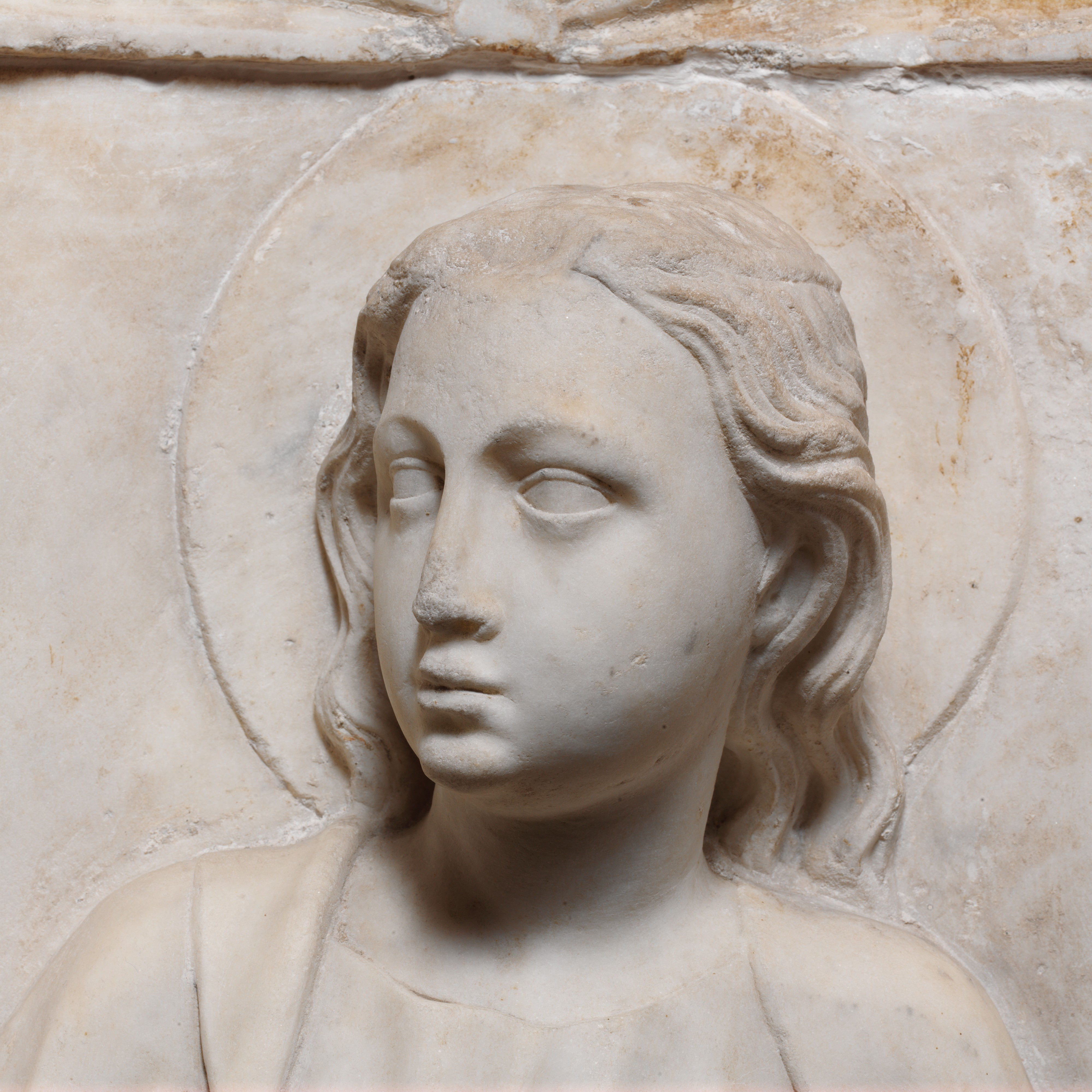
Detall de l'escultura de santa Margarida